# Randal Juliano
Randal Juliano Mattosinho (Barra Bonita, 20 de abril de 1925 — São Paulo, 10 de julho de 2006) foi um radialista, apresentador, ator, diretor de televisão e jornalista brasileiro.
Era homônimo do delegado de polícia, ex-vereador por Jundiaí e deputado estadual por duas legislaturas (1983-1987; 1987-1991) pelo PMDB, Randal Juliano Garcia (1949-2015).

## A carreira
Ingressou no rádio em 1944, na Rádio Panamericana (atual Jovem Pan), onde permaneceu até 1986 e apresentou os programas Show da Manhã, substituindo o radialista Fausto Canova e São Paulo Agora, além de atuar como comentarista esportivo. 
Na TV teve uma bem-sucedida carreira, atuando como apresentador, locutor, ator, diretor de TV, produtor e comentarista esportivo. 
Suas principais atuações foram nos anos 50 e 60, quando apresentou o Repórter Esso na  PRF-3 (TV Tupi São Paulo) e o programa Astros do Disco na TV Record, junto com a apresentadora Idalina de Oliveira e outras convidadas, contando com a participação dos grandes astros da música brasileira, inclusive de cantores ligados ao movimento da Jovem Guarda. Apresentando as músicas e discos mais vendidos nas lojas especializadas, durante a semana. Esse programa criou o Troféu Chico Viola, para a premiação das músicas mais executadas no ano.
Em 1956 interpretou um médico no filme A Pensão da D. Stela e participou da telenovela Banzo, em que fazia o papel de Duarte, na TV Record, em 1964. Prisioneiro de um Sonho, escrita por Roberto Freire, que também a dirigia junto com Randal Juliano, TV Record, 1964-1965; Renúncia escrita por Roberto Freire e Walter Negrão, direção de Randal Juliano - 1964,  Os Fidalgos da Casa Mourisca foi dirigida por Randal, em 1972, na TV Record. Supervisionou a telenovela Eu e a Moto argumentada por Roberto Freire, TV Record - 1972-1973.  
Em 1982, ingressou na TV Cultura (então denominada com a sigla RTC), onde foi animador de auditório, apresentando os programas Vestibular da Canção e Quem Sabe, Sabe!, sendo o último sendo considerado, um dos melhores game-shows da história da televisão brasileira, assumindo o comando deste em 1983, permanecendo até o seu término, em meados da década de 1980.
Além disso, foi comentarista esportivo e apresentador do programa A Cidade Faz o Show, também na TV Cultura, exibido nas manhãs de domingo, em que retratava as cidades do interior do Estado de São Paulo.
Também atuou na TV Gazeta de São Paulo, onde foi apresentador do telejornal Jornal da Gazeta e também diretor de jornalismo da emissora. 
Segundo Randal, ele presenciou "a maior demissão em cadeia da televisão brasileira".

## Participações em novelas
- 1964 - Banzo
- 1964 - Renuncia - como diretor
- 1958 - Cela da morte
- 1958 - Aqueles olhos
- 1958 - Cidade Perdida
- 1957 - Desce o pano
- 1957 - A mansão dos Daltons
- 1957 - Alma na noite
- 1956 - Vôo 509

Todas durante a década de 1950 e década de 1960, na TV Record - Canal 7, atual RecordTV.

## Compositor
Na cena do crime - 1954 - música

## Apresentador
O grande desconhecido - 1957 - narrador
Getúlio: "Glória e drama de um povo" - 1956 - narrador

## Aposentadoria
Randal deixou o rádio e a TV em 1991, por se sentir ultrapassado. Frequentou a Faculdade de Filosofia, Letras e Ciências Humanas da Universidade de São Paulo, onde concluiu a graduação em Filosofia em 1995. Durante o curso, retornou ao rádio, como locutor e apresentador de programas da Rádio USP, incluindo o jornalístico Repórter USP.
Foi professor de Comunicações nas Faculdades Integradas Alcântara Machado (FIAM) e da Universidade São Judas Tadeu. Dizia aos alunos para nunca trabalharem de graça. "Quem trabalha de graça derruba 10 profissionais que estão no mercado."
Faleceu por insuficiência respiratória (embolia pulmonar), deixando a esposa Darcy Carlota e duas filhas gêmeas - Alessandra e Andréa. Foi sepultado no Cemitério São Paulo, na cidade de São Paulo.

## Polêmicas
- Randal Juliano comandava o programa Guerra é Guerra, pela TV Record de São Paulo, em 1968. Era uma disputa entre os cantores da Jovem Guarda contra os da Tropicália. Logo após a publicação do Ato Institucional Número 5 (AI-5) foi lida, durante o programa, por Randal Juliano, uma nota de jornal, que contava que os cantores Caetano Veloso e Gilberto Gil (que mais tarde seria ministro da Cultura entre 2003 e 2008), tinham cantado o hino nacional na boate Sucata, no Rio de Janeiro, com uma letra subversiva. Este fato antecipou as prisões e os exílios de Caetano e Gil, em Londres.[3]

- No ano 1992, o cantor Caetano Veloso foi um dos entrevistados no Jô Soares Onze e Meia (SBT) e contou este episódio e comentou as acusações de que Randal Juliano teria colaborado com a ditadura militar brasileira. Jô Soares entrevistou Randal Juliano no programa, na mesma semana. Este afirmou que apenas leu uma nota de jornal enviada pela redação do programa e que não teve intenção em prejudicar os dois artistas.[4]

- A telenovela Eu e a Moto (1972), com argumento de Roberto Freire, escritor e psiquiatra, era toda ela baseada nas sessões de psicoterapia de seus pacientes. A TV Record, Roberto Freire e Randal Juliano foram todos processados judicialmente, pelos pacientes que se sentiram lesados.

## ligações externas
- Randal Juliano. no IMDb.